# Pomoriany
Pomoriany (ucraniano: Поморя́ни; polaco: Pomorzany) es un asentamiento de tipo urbano de Ucrania perteneciente al raión de Zólochiv en la óblast de Leópolis.
En 2017, la localidad tenía 1346 habitantes. Desde la reforma territorial de 2020 es sede de un municipio con una población total de más de siete mil habitantes, que incluye veinte pueblos como pedanías.
Se ubica junto al límite con la óblast de Ternópil, a medio camino por carretera entre Zólochiv y Berezhany.

## Historia
Se conoce la existencia del pueblo en documentos desde 1437. En 1494 fue adquirido por la familia noble Sienieńscy, que apoyaba a los calvinistas; durante el siglo en que perteneció a esta familia, Pomoriany obtuvo derechos de mercado en 1552 y el Derecho de Magdeburgo en 1564. En 1619 fue comprado por Jacobo Sobieski, padre del futuro rey Juan III Sobieski, quien heredó la localidad y la desarrolló notablemente durante su reinado. Fue una importante fortificación en el siglo XVII para luchar contra los asedios de los otomanos y tártaros de Crimea. En 1940, la RSS de Ucrania le dio el estatus de capital distrital (que perdió en 1959) y de asentamiento de tipo urbano.